# Amanita virosiformis
Amanita virosiformis là một loài nấm đảm thuộc chi Amanita trong họ Amanitaceae. Loài này có nguồn gốc ở bang Florida.